# Siren intermedia
Siren intermedia là một loài trong họ Sirenidae, có nguồn gốc ở miền đông Hoa Kỳ và phía bắc México. Chúng được gọi bằng nhiều tên gọi thông thường như cá chình hai chân, siren lùn và lươn bùn. Loài này là loài trung gian giữa Siren lacertina và Pseudobranchus spp.

## Phân bố địa lý
Siren intermedia được tìm thấy ở Hoa Kỳ, chủ yếu từ Virginia đến Florida, phía tây đến Texas (dao động vào vùng đông bắc México như Veracruz) và phía bắc đến Illinois, Indiana và Michigan.